# 硫化ハフニウム(IV)
硫化ハフニウム(IV)（りゅうかハフニウム よん、英: hafnium(IV) sulfide）はハフニウムの硫化物で、組成式が HfS2 と表される紫褐色の固体である。一般的には二硫化ハフニウムと呼ばれる。

## 結晶構造
硫化ハフニウム(IV)は菱面体晶型の層状結晶構造を持ち、各層はハフニウムの層の両面を八面体配位の硫黄で挟んだ格好になっている。ハフニウムと硫黄の結合が強固であるのに対し、層と層を繋ぐ硫黄同士の結合は弱いため、摩擦特性などは二硫化モリブデンに近いものとなる。

## 製造法
二硫化モリブデンが輝水鉛鉱を粉砕、精製して製造される天然由来のものである一方、素材としての二硫化ハフニウムはハフニウムと硫黄を合成して人工的に製造される。そのため、価格は二硫化モリブデンよりも高価なものとなる。

## 用途
半導体として使用できる可能性が東京工業大学より報告されている。
一原子層の厚さを持つ二硫化ハフニウムは理論計算より1.2 eVのバンドギャップと1,800 cm2/Vsの電子移動度が予測される材料であり、従来の二次元材料と比較してより高速、低消費電力でのトランジスタ動作が期待されている。